# Star Wars: Knights of the Old Republic
Star Wars Knights: of the Old Republic je videoigra igranja vlog, ki je prvič izšla 15. julija 2003 za Xbox, kasneje pa še za druge platforme. Razvilo jo je podjetje BioWare, izdalo pa podjetje LucasArts.

## Predzgodba
Zgodba se odvija 5000 pred pričetkom originalne trilogije. Staro Republiko napade rasa bojevnikov Mandalorijcev, ki hočejo prevzeti oblast nad znano galaksijo. Republika z vso močjo brani pred napadalci, ampak brez pomoči Jedijev. Svet Jedijev ne dovoli, da bi se Jediji vmešavali v to vojno, saj misli, da se za tem skriva še večja grozota. Nekateri Jediji pa se uprejo ukazom svojih mojstrov. Med njimi je tudi talentiran Jedi Revan, ki s svojimi sposobnostmi pripomore k temu, da Republika porazi Mandalorijce. Po vojni pa Revan in njegov prijatelj Malak iz neznanega razloga padeta na temno stran sile ter najdeta gromozansko vesoljsko tovarno, imenovano Star Forge. Tovarna, ostanek Neskončnega Imperija, ki je nekoč vladal galaksiji, je sposobna proizvajati neskončno število droidov in vesoljskih ladij. S to vojsko napadeta Republiko. Zadnje upanje Republike je Jedi Bastila, ki ima sposobnost bojne meditacije, s katero pomaga vojakom Republike. Republika ne bi dolgo prestala v bojih proti Revanu ter njegovem imperiju, zato pošljejo Bastilo ter nekaj Jedijev naj ujamejo Darth Revana ter končajo grožnjo. Bastila in njeni spremljevalci z zvijačo prispejo na Revanovo ladjo ter ga napadejo, a med bojem Revanov vajenec Darth Malak iz druge ladje napade Revanovo ladjo v upanju, da se bo znebil Bastile ter svojega mojstra in da bo lahko sam vladal novemu imperiju Sithov. K sreči Revan in Bastila preživita. Bastila vidi Revana na pol mrtvega, ga s pomočjo Sile ozdravi in s tem naredi posebno »vez« med njima. Bastila odpelje nezavestnega Revana k Svetu Jedijev in ta izbriše prejšne spomine ter mu na novo uredi pamet tako, da se ne bo več spominjal svoje preteklosti. Igranje se prične takrat, ko novo okronani Gospodar Sithov napade vesoljsko ladjo Endar Spire z Bastilo ter Revanom.